# Ginoria koehneana
Ginoria koehneana är en fackelblomsväxtart som beskrevs av Ignatz Urban. Ginoria koehneana ingår i släktet Ginoria och familjen fackelblomsväxter. Inga underarter finns listade i Catalogue of Life.